# William Froude

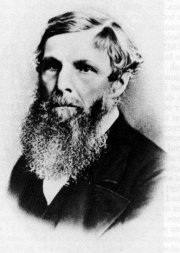
William Froude

William Froude (1810–1876) – brytyjski inżynier. Członek Royal Society w Londynie. Zajmował się badaniem zjawisk występujących przy ruchu ciał stałych w cieczy. W 1870 roku sformułował on prawo podobieństwa dynamicznego przepływów cieczy i podał tzw. liczbę Froude'a. Zajmował się także architekturą okrętową. W 1876 roku Froude został uhonorowany przez Royal Society nagrodą The Royal Medal za badania teoretyczne i praktyczne nad zachowaniem, oscylacją, oporem i napędem statków.